# Сливито
Сливито е село в Южна България. То се намира в община Мъглиж, област Стара Загора между град Гурково и град Мъглиж, 14 км навътре в Стара планина. Състои се от 14 местни и около 30 виладжии. Има два модерни хотела, но не е лесно проходимо. Пътят минава през красиви места. Още по време на турското владичество са се населили две семейства, които са се занимавали със земеделие и животновъдство.

## География
Село Сливито се намира в планински район, скрито в полите на Стара Планина. Включва и махала Торбаляците.

## История
Иван Тояганов е водил борба срещу турците и случайно е попаднал на селото, където се е заселил и заровил съкровище, което не е намерено до ден днешен. Тояганови живеят в селото вече над 100 години.